# Acta Informatica
Acta Informatica est une revue scientifique évaluée par des pairs éditée par Springer Science+Business qui publie des articles originaux de recherche en informatique
La revue est surtout connue pour ses publications en informatique théorique. L'un des deux articles couronnés du prix Gödel en 1995 est paru dans ce journal en 1988.

## Article lié
- Liste de revues d'informatique

## Source de la traduction
- (en) Cet article est partiellement ou en totalité issu de l’article de Wikipédia en anglais intitulé « Acta Informatica » (voir la liste des auteurs).